# Heinrich Homberg
Heinrich Homberg (* 27. April 1893 in Emden; † 16. Juli 1967 ebenda) war ein deutscher Politiker (SPD), Mitglied des Ernannten Niedersächsischen Landtages und Mitglied des Ernannten Hannoverschen Landtages.
Homberg arbeitete als Schlosser. Im Alter von 24 Jahren wurde er Sekretär der SPD. Er verwaltete das Arbeitersekretariat der Freien Gewerkschaft und war ständiger Mitarbeiter der Arbeiterpresse. Nach seiner Verhaftung im Jahr 1933 wurde er vorübergehend in das Konzentrationslager Neuengamme verbracht. Er arbeitete bis zum Jahr 1942 als Leiter einer Agentur der Hamburg-Mannheimer Versicherung AG. Danach wurde er zur Luftschutzpolizei Emden eingezogen und arbeitete bis Ende des Zweiten Weltkrieges beim Sicherheits- und Hilfsdienst.
Heinrich Homberg war vom 23. August 1946 bis 29. Oktober 1946 Mitglied des ernannten Hannoverschen Landtages und vom 9. Dezember 1946 bis 28. März 1947 Mitglied des ernannten Niedersächsischen Landtages.